# Henri I. de Bourbon, prince de Condé

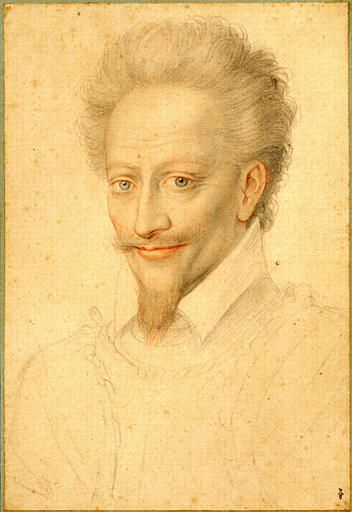
Henri I. de Bourbon, prince de Condé

Henri I. de Bourbon (* 29. Dezember 1552 in La Ferté-sous-Jouarre; † 5. März 1588 in Saint-Jean-d’Angély) war ein französischer Feldherr und Anführer der Protestanten während der Hugenottenkriege. Er war der zweite Fürst von Condé.

## Leben
De Bourbon war ein Sohn von Louis I. de Bourbon und dessen Frau Éléonore de Roye. Als sein Vater starb, war er 16 Jahre alt und war, wie sein Vater, eher kleinwüchsig, wirkte zart und sensibel. Als ältestem Sohn fiel ihm die Herrschaft zu und er hatte bis dahin keinerlei Erfahrungen für diese Aufgabe sammeln können. Er kämpfte als Hugenottenführer an der Seite seines Vetters Heinrich von Navarra, dem zukünftigen König Heinrich IV. Nach dem Frieden von St.-Germain 1570 zog er sich auf Schloss Béarn zurück. Seine Tante Jeanne d’Albret Arrangierte für ihn 1572 die Heirat mit Marie de Clèves, Marquise von Isles (1553–1574), Tochter des Herzogs François I. de Clèves und der Marguerite de Bourbon. Doch stand die Heirat unter keinem guten Vorzeichen, denn seine Tante, die neben seiner Vermählung auch die ihres Sohnes geplant hatte, starb plötzlich. Sie traf Ende Mai in Paris ein, erkrankte am 4. Juni und starb kurz darauf. Es gab Gerüchte, dass sie vergiftet worden sei. Das junge Paar begab sich nun nach Paris, um an der Hochzeit des Königs von Navarra teilzunehmen, die am 18. August stattfand. Kurz nach der Hochzeit wurde de Bourbon in der Bartholomäusnacht (23./24. August 1572) gefangen genommen und gezwungen, zum Katholizismus überzutreten.
Im Jahr 1574 floh er ins Elsass und sammelte neue hugenottische Truppen. Im nächsten Bürgerkrieg erfolglos, wurde er schließlich 1585 nach Guernsey vertrieben und gemeinsam mit seinem Cousin von Papst Sixtus V. exkommuniziert. Nach seiner Rückkehr nach Frankreich heiratete er in zweiter Ehe 1586 Charlotte de La Trémoille (1568–1629), Tochter von Louis III., Herzog von Thouars, die seinetwegen dem katholischen Glauben abschwor. 1587 wurde er in der Schlacht von Coutras (20. Oktober 1587) verwundet und erlag ein Jahr später seinen Verletzungen. Es gab zu seinem Tod Gerüchte, die besagten, dass er von seinen Dienern vergiftet worden sei. Seine Frau wurde verdächtigt, diese Tat beauftragt und die Mörder bezahlt zu haben, um eine Liebschaft mit einem Pagen oder möglicherweise mit Heinrich IV. persönlich zu verheimlichen. Seine schwangere Frau wurde verhaftet und eingesperrt, so dass sie im September 1588 ihren Sohn Henri II. im Gefängnis von Saint-Jean-d’Angély zur Welt brachte. Hier verbrachte sie weitere sechs Jahre, obwohl es keine Beweise für ihre Beteiligung an der Tat gab, es ihr aber auch nicht gelang, ihre Unschuld zu belegen. 1595 gelang es Jacques-Auguste de Thou, dem jungen Prinzen von Condé einen Anspruch in der Thronfolge zu sichern, obwohl er von vielen als illegitimer Sohn angesehen wurde. Heinrich IV. erkannte ihn als ersten „Prinz des Blutes“ (französisch prince du sang) von Condé an und ließ ihn im katholischen Glauben erziehen.

## Nachkommen
Aus seiner ersten Ehe, die er am 10. Juli oder August 1572 im Chateau Blandy mit Marie de Clèves geschlossen hatte, ging eine Tochter hervor:
- Catherine (1574–1595), Marquise von Isles

Aus seiner zweiten Ehe vom 16. März 1586 mit Charlotte Catherine de La Trémoille (1568–1629) entstammten:
- Éléonore (1587–1619), ⚭ 1606 mit Philipp Wilhelm von Nassau-Oranien
- Henri II. (1588–1646), Fürst von Condé ⚭ Charlotte Marguerite de Montmorency (1593–1650)